# Anne Hazen McFarland
Pour les articles homonymes, voir Hazen et McFarland.
Anne Hazen McFarland (10 octobre 1867 - 13 décembre 1930) est une médecin américaine et rédactrice en chef de revues médicales.

## Jeunesse et éducation
Anne Hazen McFarland naît le 10 octobre 1867 (ou 1868), à Lexington (Kentucky). Elle est la fille du Dr George Clinton McFarland et d'Elizabeth Eliott Bush. George McFarland, après avoir servi durant la guerre de Sécession, pratique la médecine dans le Kentucky de 1866 à 1880. Vers 1880, la famille déménage à Jacksonville pour aller vivre avec le grand-père de la jeune fille, le Dr Andrew McFarland, surintendant de l'hôpital psychiatrique central de l'Illinois. George Mc Farland travaille avec son père à l'Oak Lawn Sanatorium, que ce dernier a fondé.
En 1887, Anne Hazen McFarland sort diplômée de la Jacksonville Female Academy (aujourd'hui le MacMurray College), puis elle suit des cours de comptabilité et de sténographie à l'université du Kentucky. Andrew McFarland voit dans sa petite-fille la possibilité de tester sa théorie sur l'aptitude des femmes à soigner des femmes aliénées et, après une mise à niveau en 1888 sous la direction de son père et de son grand-père, elle entre au Woman's Medical College de l'Université Northwestern de Chicago. Elle obtient son diplôme avec mention, le 30 mars 1891.

## Carrière
Une fois diplômée, Anne Hazen McFarland est immédiatement nommée directrice médicale du Sanatorium Oak Lawn, réalisant ainsi le souhait de son grand-père. Elle se spécialise dans le département des maladies du système nerveux. En juin 1893, elle ôte un fibrome dans un cas de trouble bipolaire et effectue quatre opérations sur les cerveaux de patients épileptiques, obtenant deux résultats négatifs, une amélioration et une guérison.
Elle critique de façon virulente l'idée en vogue à l'époque selon laquelle les troubles gynécologiques joueraient un rôle causal dans la folie et la nervosité chez les femmes. En 1914, elle est nommée médecin dans un département féminin d'Armour and Company. Pendant plusieurs années, elle est rédactrice en chef adjointe du Woman's Medical Journal, publié à Toledo, qui, à l'époque, est le seul journal médical féminin au monde.
Elle est membre de l'Association médicale de l'État de l'Illinois ; de l'Association médicale du comté de Morgan, de l'Association médicale du district de Brainard, de la Capital Medical Society et de l'Association médicale américaine. Elle est également membre et secrétaire de l'Illinois Queen Isabella Medical Association.

## Publications
Anne Hazen McFarland est l'auteure de nombreux articles sur divers sujets, dont :
- (en) Anne Hazen McFarland, « Traitement des aliénés », Transactions Illinois State Medical Society,‎ 1892
- (en) Anne Hazen McFarland, « La loi de la folie de l'Illinois », Transactions Illinois State Medical Society,‎ 1893
- (en) Anne Hazen McFarland, « Traitement des aliénés », Transactions Illinois State Medical Society,‎ 1893[4]
- (en) Anne Hazen McFarland, « Les relations entre la gynécologie opérative et la folie », Medical Review,‎ 1893
- (en) Anne Hazen McFarland, « Hommes nerveux, femmes nerveuses », The Woman's Medical Journal,‎ 1895[5]